# Martin Jay
Martin Jay, född 4 maj 1944 i New York, är en amerikansk historiker och professor emeritus i europeisk historia. Hans forskningsämnen är bland annat Frankfurtskolan, kritisk teori, marxism, historiografi, poststrukturalism och postmodernism. År 2019 invaldes Jay i American Philosophical Society.